# Scolitantides
Scolitantides är ett släkte av fjärilar som beskrevs av Jacob Hübner 1819. Scolitantides ingår i familjen juvelvingar.

## Bildgalleri

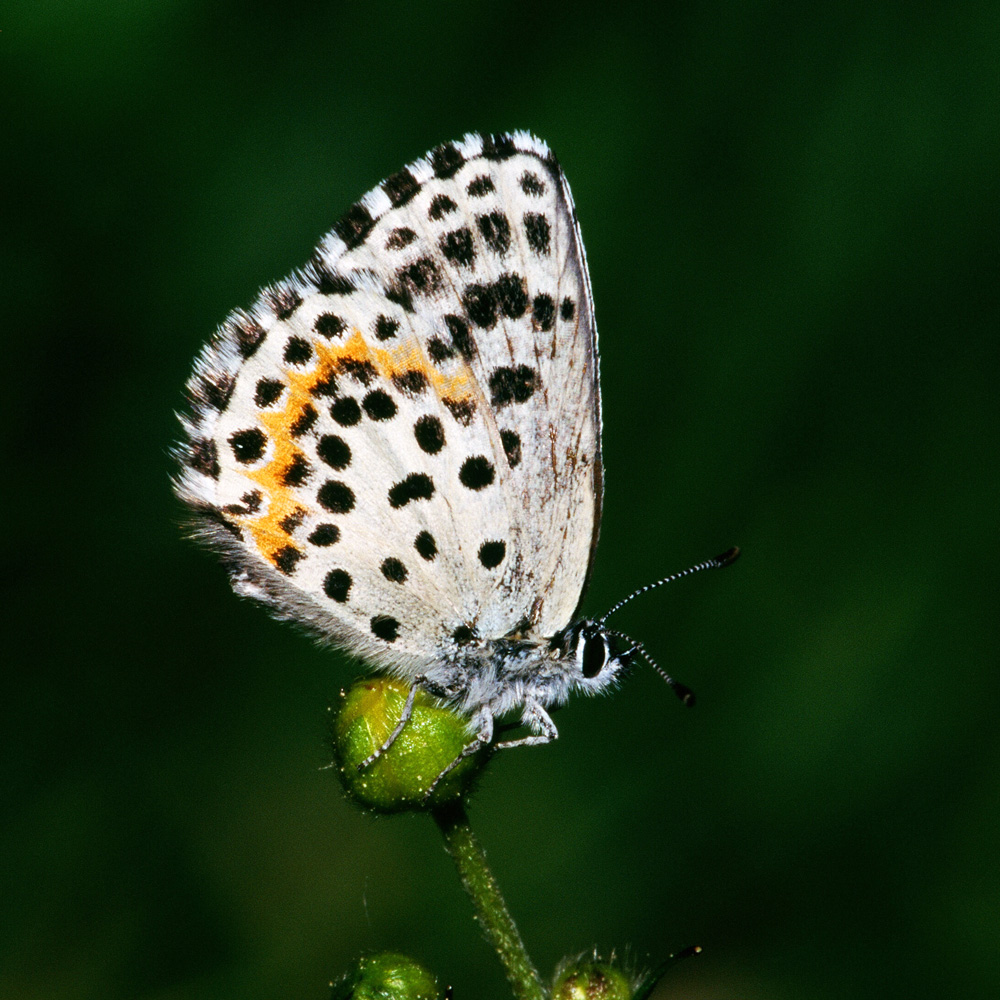

## Dottertaxa tillScolitantides, i alfabetisk ordning[1][2]
- Scolitantides amdensis
- Scolitantides andina
- Scolitantides argus
- Scolitantides athene
- Scolitantides battus
- Scolitantides caeca
- Scolitantides cashmirensis
- Scolitantides coreana
- Scolitantides dageletensis
- Scolitantides divina
- Scolitantides excellens
- Scolitantides hecateus
- Scolitantides jeholana
- Scolitantides jezoensis
- Scolitantides johanseni
- Scolitantides lariana
- Scolitantides matsumuranus
- Scolitantides menippe
- Scolitantides metioche
- Scolitantides micrometioche
- Scolitantides nigra
- Scolitantides orion
- Scolitantides orithyia
- Scolitantides ornata
- Scolitantides parvula
- Scolitantides rosarioi
- Scolitantides rubrifasciata
- Scolitantides sedi
- Scolitantides sumptuosa
- Scolitantides sylphis
- Scolitantides telephii
- Scolitantides transsylvanica
- Scolitantides tytleri
- Scolitantides ultraornata
- Scolitantides wahlgreni
- Scolitantides varomata
- Scolitantides vicrama